# ヘプタン酸エチル
ヘプタン酸エチル（ヘプタンさんエチル 英: ethyl heptanoate）は、ヘプタン酸エステルの一種。エナント酸エチル（enantic ether）とも呼ばれる。ワインに似た強い果実香を持ち、食品香料などに用いられる。消防法による第4類危険物 第3石油類に該当する。

## 用途
主に食品香料としてリンゴ・アンズ・パイナップルなどの果物系、バター・チーズ・コーヒー・ナッツ・洋酒のフレーバーに、0.06~350ppmほど使用される。調合香料として使用されることは少ないが、香水にフルーツ感やシトラス感を与えるために使用されることがある。